# Suphawut Thueanklang
Suphawut Thueanklang (tiếng Thái: ศุภวุฒิ เถื่อนกลาง) là một cầu thủ bóng đá trong nhà người Thái chơi ở vị trí pivot, và hiện đang là một thành viên của Đội tuyển bóng đá trong nhà quốc gia Thái Lan.

## Danh hiệu sự nghiệp câu lạc bộ

### Trong nước
Tất cả với Chonburi Bluewave Futsal Club
- Giải bóng đá trong nhà vô địch quốc gia Thái Lan
  - Vô địch (7): 2009, 2010, 2011–2012, 2012–2013, 2014, 2015, 2016
- Thai FA Futsal Cup
  - Vô địch (4): 2010, 2011–2012, 2014, 2015

### Châu lục
- Giải vô địch bóng đá trong nhà các câu lạc bộ châu Á
  - Vô địch (2): 2013, 2017

## Sự nghiệp quốc tế

### Danh hiệu quốc tế
- Giải vô địch bóng đá trong nhà châu Á
  - Á quân (1): 2012
  - Hạng ba (1): 2016
- Đại hội Thể thao Trong nhà châu Á
  - Á quân (1): 2009
  - Hạng ba (1): 2013
- Giải vô địch bóng đá trong nhà Đông Nam Á
  - Vô địch (6): 2008, 2009, 2012, 2013, 2014, 2015
- Đại hội Thể thao Đông Nam Á
  - Vô địch (2): 2011, 2013

### Bàn thắng quốc tế
| Bàn thắng quốc tế Suphawut Thueanklang | Bàn thắng quốc tế Suphawut Thueanklang | Bàn thắng quốc tế Suphawut Thueanklang      | Bàn thắng quốc tế Suphawut Thueanklang | Bàn thắng quốc tế Suphawut Thueanklang | Bàn thắng quốc tế Suphawut Thueanklang | Bàn thắng quốc tế Suphawut Thueanklang | Bàn thắng quốc tế Suphawut Thueanklang     |
| #                                      | Ngày                                   | Địa điểm                                    | Đối thủ                                | Tỉ số                                  | Kết quả                                | Bàn thắng                              | Giải đấu                                   |
| -------------------------------------- | -------------------------------------- | ------------------------------------------- | -------------------------------------- | -------------------------------------- | -------------------------------------- | -------------------------------------- | ------------------------------------------ |
| 1.                                     | ngày 27 tháng 8 năm 2008               | Bangkok, Thái Lan                           | Philippines                            | 5–4                                    | won                                    | 2                                      | 2008 AFF Futsal Championship               |
| 2.                                     | ngày 30 tháng 8 năm 2008               | Bangkok, Thái Lan                           | Malaysia                               | 4–0                                    | won                                    | 1                                      | 2008 AFF Futsal Championship               |
| 3.                                     | ngày 31 tháng 8 năm 2008               | Bangkok, Thái Lan                           | Indonesia                              | 5–1                                    | won                                    | 3                                      | 2008 AFF Futsal Championship               |
| 4.                                     | ngày 8 tháng 6 năm 2009                | Thành phố Hồ Chí Minh, Việt Nam             | Myanmar                                | 16–6                                   | won                                    | 2                                      | 2009 AFF Futsal Championship               |
| 5.                                     | ngày 9 tháng 6 năm 2009                | Thành phố Hồ Chí Minh, Việt Nam             | Malaysia                               | 7–3                                    | won                                    | 1                                      | 2009 AFF Futsal Championship               |
| 6.                                     | ngày 12 tháng 6 năm 2009               | Thành phố Hồ Chí Minh, Việt Nam             | Philippines                            | 8–2                                    | won                                    | 1                                      | 2009 AFF Futsal Championship               |
| 7.                                     | ngày 14 tháng 6 năm 2009               | Thành phố Hồ Chí Minh, Việt Nam             | Việt Nam                               | 4–1                                    | won                                    | 1                                      | 2009 AFF Futsal Championship               |
| 8.                                     | ngày 29 tháng 10 năm 2009              | Thành phố Hồ Chí Minh, Việt Nam             | Nhật Bản                               | 4–2                                    | won                                    | 1                                      | 2009 Asian Indoor Games                    |
| 9.                                     | ngày 2 tháng 11 năm 2009               | Thành phố Hồ Chí Minh, Việt Nam             | Tajikistan                             | 6–2                                    | won                                    | 1                                      | 2009 Asian Indoor Games                    |
| 10.                                    | ngày 4 tháng 11 năm 2009               | Thành phố Hồ Chí Minh, Việt Nam             | Kuwait                                 | 7–4                                    | won                                    | 1                                      | 2009 Asian Indoor Games                    |
| 11.                                    | ngày 5 tháng 11 năm 2009               | Thành phố Hồ Chí Minh, Việt Nam             | Uzbekistan                             | 3–1                                    | won                                    | 1                                      | 2009 Asian Indoor Games                    |
| 12.                                    | ngày 7 tháng 11 năm 2009               | Thành phố Hồ Chí Minh, Việt Nam             | Iran                                   | 3–3 pen 4-5                            | lost                                   | 1                                      | 2009 Asian Indoor Games                    |
| 13.                                    | ngày 9 tháng 4 năm 2010                | Udon Thani, Thái Lan                        | Iran                                   | 3–4                                    | lost                                   | 1                                      | Friendly                                   |
| 14.                                    | ngày 10 tháng 4 năm 2010               | Udon Thani, Thái Lan                        | Uzbekistan                             | 3–1                                    | won                                    | 1                                      | Friendly                                   |
| 15.                                    | ngày 18 tháng 5 năm 2010               | Bangkok, Thái Lan                           | Úc                                     | 8–1                                    | won                                    | 1                                      | Friendly                                   |
| 16.                                    | ngày 23 tháng 5 năm 2010               | Tashkent, Uzbekistan                        | Kyrgyzstan                             | 4–2                                    | won                                    | 1                                      | 2010 AFC Futsal Championship               |
| 17.                                    | ngày 24 tháng 5 năm 2010               | Tashkent, Uzbekistan                        | Hàn Quốc                               | 9–2                                    | won                                    | 2                                      | 2010 AFC Futsal Championship               |
| 18.                                    | ngày 25 tháng 5 năm 2010               | Tashkent, Uzbekistan                        | Việt Nam                               | 5–2                                    | won                                    | 2                                      | 2010 AFC Futsal Championship               |
| 19.                                    | ngày 27 tháng 5 năm 2010               | Tashkent, Uzbekistan                        | Trung Quốc                             | 2–9                                    | lost                                   | 1                                      | 2010 AFC Futsal Championship               |
| 20.                                    | ngày 9 tháng 12 năm 2010               | Bangkok, Thái Lan                           | Việt Nam                               | 7–0                                    | won                                    | 1                                      | Friendly                                   |
| 21.                                    | ngày 11 tháng 12 năm 2010              | Bangkok, Thái Lan                           | Nhật Bản                               | 3–4                                    | lost                                   | 1                                      | Friendly                                   |
| 22.                                    | ngày 12 tháng 12 năm 2010              | Bangkok, Thái Lan                           | Nhật Bản                               | 2–0                                    | won                                    | 1                                      | Friendly                                   |
| 23.                                    | ngày 17 tháng 11 năm 2011              | Jakata, Indonesia                           | Myanmar                                | 17–0                                   | won                                    | 3                                      | 2011 Southeast Asian Games                 |
| 24.                                    | ngày 18 tháng 11 năm 2011              | Jakata, Indonesia                           | Malaysia                               | 9–2                                    | won                                    | 3                                      | 2011 Southeast Asian Games                 |
| 25.                                    | ngày 22 tháng 11 năm 2011              | Jakata, Indonesia                           | Việt Nam                               | 8–3                                    | won                                    | 3                                      | 2011 Southeast Asian Games                 |
| 26.                                    | ngày 21 tháng 2 năm 2012               | Bangkok, Thái Lan                           | Myanmar                                | 13–0                                   | won                                    | 4                                      | 2012 AFC Futsal Championship qualification |
| 27.                                    | ngày 22 tháng 2 năm 2012               | Bangkok, Thái Lan                           | Philippines                            | 17–2                                   | won                                    | 3                                      | 2012 AFC Futsal Championship qualification |
| 28.                                    | ngày 23 tháng 2 năm 2012               | Bangkok, Thái Lan                           | Indonesia                              | 5–2                                    | won                                    | 1                                      | 2012 AFC Futsal Championship qualification |
| 29.                                    | ngày 25 tháng 2 năm 2012               | Bangkok, Thái Lan                           | Úc                                     | 7–0                                    | won                                    | 3                                      | 2012 AFC Futsal Championship qualification |
| 30.                                    | ngày 26 tháng 2 năm 2012               | Bangkok, Thái Lan                           | Indonesia                              | 3–1                                    | won                                    | 1                                      | 2012 AFC Futsal Championship qualification |
| 31.                                    | ngày 20 tháng 4 năm 2012               | Bangkok, Thái Lan                           | Brunei                                 | 22–0                                   | won                                    | 5                                      | 2012 AFF Futsal Championship               |
| 32.                                    | ngày 21 tháng 4 năm 2012               | Bangkok, Thái Lan                           | Lào                                    | 26–2                                   | won                                    | 6                                      | 2012 AFF Futsal Championship               |
| 33.                                    | ngày 23 tháng 4 năm 2012               | Bangkok, Thái Lan                           | Indonesia                              | 6–1                                    | won                                    | 2                                      | 2012 AFF Futsal Championship               |
| 34.                                    | ngày 25 tháng 4 năm 2012               | Bangkok, Thái Lan                           | Malaysia                               | 12–1                                   | won                                    | 5                                      | 2012 AFF Futsal Championship               |
| 35.                                    | ngày 27 tháng 4 năm 2012               | Bangkok, Thái Lan                           | Việt Nam                               | 9–4                                    | won                                    | 3                                      | 2012 AFF Futsal Championship               |
| 36.                                    | ngày 18 tháng 5 năm 2012               | Suphanburi, Thái Lan                        | Úc                                     | 4–3                                    | won                                    | 2                                      | Friendly                                   |
| 37.                                    | ngày 20 tháng 5 năm 2012               | Bangkok, Thái Lan                           | Úc                                     | 4–2                                    | won                                    | 2                                      | Friendly                                   |
| 38.                                    | ngày 26 tháng 5 năm 2012               | Dubai, Các Tiểu Vương quốc Ả Rập Thống nhất | Turkmenistan                           | 5–1                                    | won                                    | 2                                      | 2012 AFC Futsal Championship               |
| 39.                                    | ngày 27 tháng 5 năm 2012               | Dubai, Các Tiểu Vương quốc Ả Rập Thống nhất | UAE                                    | 4–2                                    | won                                    | 1                                      | 2012 AFC Futsal Championship               |
| 40.                                    | ngày 29 tháng 5 năm 2012               | Dubai, Các Tiểu Vương quốc Ả Rập Thống nhất | Liban                                  | 5–3                                    | won                                    | 1                                      | 2012 AFC Futsal Championship               |
| 41.                                    | ngày 30 tháng 5 năm 2012               | Dubai, Các Tiểu Vương quốc Ả Rập Thống nhất | Iran                                   | 5–4                                    | won                                    | 3                                      | 2012 AFC Futsal Championship               |
| 42.                                    | ngày 26 tháng 8 năm 2012               | Nakhon Ratchasima, Thái Lan                 | Tây Ban Nha                            | 4–6                                    | lost                                   | 3                                      | Friendly                                   |
| 43.                                    | ngày 22 tháng 10 năm 2012              | Bangkok, Thái Lan                           | Úc                                     | 4–5                                    | lost                                   | 2                                      | Friendly                                   |
| 44.                                    | ngày 25 tháng 10 năm 2012              | Bangkok, Thái Lan                           | Panama                                 | 5–7                                    | lost                                   | 2                                      | Friendly                                   |
| 45.                                    | ngày 1 tháng 11 năm 2012               | Bangkok, Thái Lan                           | Costa Rica                             | 3–1                                    | won                                    | 1                                      | 2012 FIFA Futsal World Cup                 |
| 46.                                    | ngày 4 tháng 11 năm 2012               | Bangkok, Thái Lan                           | Ukraina                                | 3–5                                    | lost                                   | 1                                      | 2012 FIFA Futsal World Cup                 |
| 47.                                    | ngày 7 tháng 11 năm 2012               | Bangkok, Thái Lan                           | Paraguay                               | 2–3                                    | lost                                   | 1                                      | 2012 FIFA Futsal World Cup                 |
| 48.                                    | ngày 30 tháng 5 năm 2013               | Bangkok, Thái Lan                           | România                                | 9–4                                    | won                                    | 3                                      | Friendly                                   |
| 49.                                    | ngày 1 tháng 6 năm 2013                | Bangkok, Thái Lan                           | România                                | 7–3                                    | won                                    | 3                                      | Friendly                                   |
| 50.                                    | ngày 26 tháng 6 năm 2013               | Incheon, Hàn Quốc                           | Bhutan                                 | 29–1                                   | won                                    | 6                                      | 2013 Asian Indoor and Martial Arts Games   |
| 51.                                    | ngày 3 tháng 7 năm 2013                | Incheon, Hàn Quốc                           | Liban                                  | 7–3                                    | won                                    | 1                                      | 2013 Asian Indoor and Martial Arts Games   |
| 52.                                    | ngày 4 tháng 6 năm 2013                | Incheon, Hàn Quốc                           | Iran                                   | 4–5                                    | lost                                   | 1                                      | 2013 Asian Indoor and Martial Arts Games   |
| 53.                                    | ngày 6 tháng 7 năm 2013                | Incheon, Hàn Quốc                           | Kuwait                                 | 9–6                                    | won                                    | 1                                      | 2013 Asian Indoor and Martial Arts Games   |
| 54.                                    | ngày 15 tháng 10 năm 2013              | Bangkok, Thái Lan                           | Lào                                    | 10–1                                   | won                                    | 3                                      | Friendly                                   |
| 55.                                    | ngày 20 tháng 10 năm 2013              | Bangkok, Thái Lan                           | Philippines                            | 20–1                                   | won                                    | 6                                      | 2013 AFF Futsal Championship               |
| 56.                                    | ngày 21 tháng 10 năm 2013              | Bangkok, Thái Lan                           | Brunei                                 | 8–1                                    | won                                    | 1                                      | 2013 AFF Futsal Championship               |
| 57.                                    | ngày 25 tháng 10 năm 2013              | Bangkok, Thái Lan                           | Indonesia                              | 10–4                                   | won                                    | 5                                      | 2013 AFF Futsal Championship               |
| 58.                                    | ngày 27 tháng 10 năm 2013              | Bangkok, Thái Lan                           | Úc                                     | 2–1                                    | won                                    | 2                                      | 2013 AFF Futsal Championship               |
| 59.                                    | ngày 20 tháng 11 năm 2013              | Thành phố Hồ Chí Minh, Việt Nam             | Brasil                                 | 1–5                                    | lost                                   | 1                                      | Friendly                                   |
| 60.                                    | ngày 9 tháng 12 năm 2013               | Naypyidaw, Myanmar                          | Lào                                    | 12–3                                   | won                                    | 4                                      | 2013 Southeast Asian Games                 |
| 61.                                    | ngày 15 tháng 12 năm 2013              | Naypyidaw, Myanmar                          | Việt Nam                               | 4–0                                    | won                                    | 2                                      | 2013 Southeast Asian Games                 |
| 62.                                    | ngày 17 tháng 12 năm 2013              | Naypyidaw, Myanmar                          | Myanmar                                | 8–1                                    | won                                    | 2                                      | 2013 Southeast Asian Games                 |
| 63.                                    | ngày 20 tháng 12 năm 2013              | Naypyidaw, Myanmar                          | Việt Nam                               | 8–1                                    | won                                    | 2                                      | 2013 Southeast Asian Games                 |
| 64.                                    | ngày 1 tháng 5 năm 2014                | Thành phố Hồ Chí Minh, Việt Nam             | Malaysia                               | 7–1                                    | won                                    | 3                                      | 2014 AFC Futsal Championship               |
| 65.                                    | ngày 3 tháng 5 năm 2014                | Thành phố Hồ Chí Minh, Việt Nam             | Đài Bắc Trung Hoa                      | 5–2                                    | won                                    | 1                                      | 2014 AFC Futsal Championship               |
| 66.                                    | ngày 5 tháng 5 năm 2014                | Thành phố Hồ Chí Minh, Việt Nam             | Liban                                  | 3–3                                    | drawn                                  | 2                                      | 2014 AFC Futsal Championship               |
| 67.                                    | ngày 7 tháng 5 năm 2014                | Thành phố Hồ Chí Minh, Việt Nam             | Nhật Bản                               | 2–3                                    | lost                                   | 1                                      | 2014 AFC Futsal Championship               |
| 68.                                    | ngày 5 tháng 12 năm 2014               | Changshu, Trung Quốc                        | Myanmar                                | 7–5                                    | won                                    | 4                                      | Friendly                                   |
| 69.                                    | ngày 6 tháng 12 năm 2014               | Changshu, Trung Quốc                        | Trung Quốc                             | 3–3                                    | drawn                                  | 2                                      | Friendly                                   |
| 70.                                    | ngày 7 tháng 12 năm 2014               | Changshu, Trung Quốc                        | México                                 | 7–0                                    | won                                    | 3                                      | Friendly                                   |
| 71.                                    | ngày 26 tháng 9 năm 2015               | Samut Sakhon, Thái Lan                      | Bahrain                                | 7–0                                    | won                                    | 2                                      | Friendly                                   |
| 72.                                    | ngày 9 tháng 10 năm 2015               | Bangkok, Thái Lan                           | Singapore                              | 8–0                                    | won                                    | 1                                      | 2015 AFF Futsal Championship               |
| 73.                                    | ngày 11 tháng 10 năm 2015              | Bangkok, Thái Lan                           | Brunei                                 | 12–2                                   | won                                    | 3                                      | 2015 AFF Futsal Championship               |
| 74.                                    | ngày 12 tháng 10 năm 2015              | Bangkok, Thái Lan                           | Đông Timor                             | 16–2                                   | won                                    | 4                                      | 2015 AFF Futsal Championship               |
| 75.                                    | ngày 14 tháng 10 năm 2015              | Bangkok, Thái Lan                           | Việt Nam                               | 6–0                                    | won                                    | 3                                      | 2015 AFF Futsal Championship               |
| 76.                                    | ngày 21 tháng 1 năm 2016               | Bangkok, Thái Lan                           | Jordan                                 | 9–0                                    | won                                    | 2                                      | Friendly                                   |
| 77.                                    | ngày 11 tháng 2 năm 2016               | Tashkent, Uzbekistan                        | Tajikistan                             | 5–4                                    | won                                    | 3                                      | 2016 AFC Futsal Championship               |
| 78.                                    | ngày 13 tháng 2 năm 2016               | Tashkent, Uzbekistan                        | Đài Bắc Trung Hoa                      | 7–2                                    | won                                    | 2                                      | 2016 AFC Futsal Championship               |
| 79.                                    | ngày 15 tháng 2 năm 2016               | Tashkent, Uzbekistan                        | Việt Nam                               | 3–1                                    | won                                    | 3                                      | 2016 AFC Futsal Championship               |
| 80.                                    | ngày 17 tháng 2 năm 2016               | Tashkent, Uzbekistan                        | Úc                                     | 6–1                                    | won                                    | 2                                      | 2016 AFC Futsal Championship               |
| 81.                                    | ngày 21 tháng 2 năm 2016               | Tashkent, Uzbekistan                        | Việt Nam                               | 8–0                                    | won                                    | 4                                      | 2016 AFC Futsal Championship               |
| 82.                                    | ngày 20 tháng 8 năm 2016               | Bangkok, Thái Lan                           | Nhật Bản                               | 2–2                                    | drawn                                  | 1                                      | Friendly                                   |
| 83.                                    | ngày 21 tháng 8 năm 2016               | Bangkok, Thái Lan                           | Iran                                   | 7–5                                    | won                                    | 3                                      | Friendly                                   |
| 84.                                    | ngày 23 tháng 8 năm 2016               | Bangkok, Thái Lan                           | Kazakhstan                             | 3–3                                    | drawn                                  | 1                                      | Friendly                                   |
| 85.                                    | ngày 10 tháng 9 năm 2016               | Medellín, Colombia                          | Nga                                    | 4–6                                    | lost                                   | 1                                      | 2016 FIFA Futsal World Cup                 |
| 86.                                    | ngày 13 tháng 9 năm 2016               | Medellín, Colombia                          | Cuba                                   | 8–5                                    | won                                    | 3                                      | 2016 FIFA Futsal World Cup                 |
| 87.                                    | ngày 22 tháng 9 năm 2016               | Medellín, Colombia                          | Azerbaijan                             | 8–13                                   | lost                                   | 2                                      | 2016 FIFA Futsal World Cup                 |
| 88.                                    | ngày 18 tháng 8 năm 2017               | Shah Alam, Malaysia                         | Việt Nam                               | 4–1                                    | won                                    | 1                                      | 2017 Southeast Asian Games                 |
| 89.                                    | ngày 20 tháng 8 năm 2017               | Shah Alam, Malaysia                         | Indonesia                              | 2–4                                    | lost                                   | 1                                      | 2017 Southeast Asian Games                 |
| 90.                                    | ngày 27 tháng 8 năm 2017               | Shah Alam, Malaysia                         | Malaysia                               | 4–3                                    | won                                    | 2                                      | 2017 Southeast Asian Games                 |
| 91.                                    | ngày 9 tháng 9 năm 2017                | Bangkok, Thái Lan                           | Mozambique                             | 6–3                                    | won                                    | 1                                      | Friendly                                   |
| 92.                                    | ngày 19 tháng 9 năm 2017               | Ashgabat, Turkmenistan                      | Liban                                  | 5–2                                    | won                                    | 1                                      | 2017 Asian Indoor and Martial Arts Games   |
| 93.                                    | ngày 21 tháng 9 năm 2017               | Ashgabat, Turkmenistan                      | Nhật Bản                               | 4–6                                    | lost                                   | 1                                      | 2017 Asian Indoor and Martial Arts Games   |
| 94.                                    | ngày 29 tháng 1 năm 2017               | Đài Bắc, Đài Loan                           | Hàn Quốc                               | 6–1                                    | won                                    | 1                                      | Friendly                                   |

- Tổng số bàn thắng = 174